# Годзевич, Борис Елеазарович
Борис Елеазарович Годзе́вич (1903 — 1944) — советский учёный, начальник аварийно-спасательного отдела (бывший ЭПРОН) Черноморского флота во время Великой Отечественной войны (1943—1944).

## Биография
После окончания Николаевского судостроительного техникума в 1923 поступил на подготовительные курсы в ВВМУ имени М. В. Фрунзе, с 1924 года — продолжил учёбу в Высшем военно-морском инженерном училище имени Ф. Э. Дзержинского. С 1927 начал службу в должности инженера на Дистанции аварийных доков СРЗ Главвоенпорта Балтийского моря.
С ноября 1930 по февраль 1934 — старший инженер. В 1932 году окончил курсы водолазного дела при Балаклавском водолазном техникуме ЭПРОН.
С 1934 года — уполномоченный по специальным работам.
С февраля 1936 года — старший инженер, начальник отделения тяжелых кораблей надводного кораблестроения НИИ военного кораблестроения Управления Морских Сил РККА.
С сентября 1938 года член научно-технического комитета РККФ, активно работал в группе разрабатывающей методы защиты кораблей от магнитных мин под руководством профессоров А. П. Александрова, В. М. Тучкевича и И. В. Курчатова (первые испытания состоялись на линкоре «Марат» в октябре 1938 года, акт приёмки работ был подписан 18 июня 1941 года), затем успешно применявшиеся в РККФ (при обороне Севастополя, во время блокады Ленинграда, на Волге в 1942 году, на КБФ, на СФ) и на гражданских судах.
27 июня 1941 года был издан приказ о создании Балтийской и Черноморской бригад НТК и ЛФТИ под общим командованием Б. Е. Годзевича, обязанных координировать работы по размагничиванию.
В августе 1942 Б. Годзевич, тогда сотрудник Научно-исследовательского мино-торпедного института (НИМТИ) был командирован в Сталинград для продолжения работ по размагничиванию и разработке нового типа речного электромагнитного трала.
В 1941—1942 руководил группами по размагничиванию кораблей на Балтийском и Черноморском флотах, Волге.
В результате работ групп по размагничиванию в период войны на Балтийском и Черном морях были размагничены установками системы ЛФТИ почти все боевые надводные корабли (все линкоры, крейсеры, эсминцы, быстроходные тральщики, сторожевые корабли).
Принимал участие в организации на театрах боевых действий станций по размагничиванию и подготовке кадров для них.
15 августа 1942 года приказом №01953 НКВМФ был назначен начальником аварийно-спасательного отдела ЧФ.
Покончил жизнь самоубийством 7 июня 1944 года.

## Награды и премии
- орден Красной Звезды (22 февраля 1943)
- медаль «За оборону Сталинграда» (9 июля 1943)
- медали СССР
- Сталинская премия первой степени (10 апреля 1942) — за изобретение метода защиты кораблей